# طواف كولومبيا 1996
طواف كولومبيا 1996 هو سباق دراجات هوائية أقيم بتاريخ أبريل 21 – مايو 5، تكون السباق من 14 مرحلة وامتدّ لمسافة 1968 كم بسرعة 33.5248 كم/س، استغرق السباق 58 ساعة 42 دقيقة 10 ثانية.